# Tityus parvulus
Espèce
Synonymes
- Tityus betschi Lourenço, 1992

Tityus parvulus est une espèce de scorpions de la famille des Buthidae.

## Distribution
Cette espèce est endémique de Colombie,. Elle se rencontre dans les départements d'Antioquia, de Caldas, de Cauca, de Quindío, de Risaralda et de Valle del Cauca.

## Description
La femelle syntype mesure 31 mm.
Le mâle décrit par Moreno-González, González en Flórez en 2019 mesure 39,15 mm et la femelle 41,24 mm, les mâles mesurent de 35,07 à 41,42 mm et les femelles de 34,59 à 39,15 mm.

## Systématique et taxinomie
Tityus betschi a été placée en synonymie par Moreno-González, González et Flórez en 2019.

## Publication originale
- Kraepelin, 1914 : « Beitrag zur Kenntnis der Skorpione und Pedipalpen Columbiens. A. Scorpiones. » Mémoires de la Société Neuchâteloise des Sciences, vol. 5, p. 15-27 (texte intégral).